# Вбивство Владислава Торнового

Владислав Торновий — жертва вбивства на ґрунті гомофобії

Вбивство Владислава Торнового сталося у Червоноармійському районі міста Волгоград, Росія, в ніч з 9 на 10 травня 2013 року після святкування Дня Перемоги. Молоді люди жорстоко знущалися з Торнового, після чого вбили його, розмозивши голову 20-кілограмовим каменем. Усіх трьох учасників подій — Олексія Буркова, Антона Смоліна та Павла Семикіна — затримали. За зізнанням Смоліна, вбивство було скоєно на ґрунті ненависті до гомосексуалів. Після вивчення обставин звинувачення у вбивстві було висунуто лише проти Буркова та Смоліна, Семикін проходив як свідок. Закритий судовий процес було розпочато у жовтні 2013 року і тривав до червня 2014 року, а обвинувальний вирок було винесено та оголошено 24 червня 2014 року. Смолін був засуджений до 21 року і двох місяців колонії, а Бурков — до 19 років колонії та 2 років обмеження волі. У вересні 2014 року Верховний суд Росії залишив апеляційну скаргу засуджених без задоволення.

## Огляд події
Тіло 22-річного Владислава Торнового (нар. 4 серпня 1990 року) з множинними тілесними ушкодженнями, у тому числі в області статевих органів, було виявлено близько сьомої години ранку 10 травня 2013 року у дворі будинку № 16 по вулиці Російській у Червоноармійському районі міста Волгограда. Також у вбитого була каменем розмозжена голова, і в анус жертви була засунута пляшка з-під пива. Очевидно, що вбивці також намагалися підпалити тіло, але їм це не вдалося. За даними слідства, вбивство було скоєно близько першої години ночі.
Жертва була встановлена, і по гарячих слідах слідчі швидко встановили коло спілкування вбитого та виявили підозрюваних. Ними виявилися 22-річний друг убитого Буркова, який навчався з ним в одній школі, і його 27-річний раніше засуджений за крадіжки знайомий Смолін. Крім того, ще один молодий чоловік Семикін, який не брав участі в злочині, проте спостерігав за ним, проходив як свідок. Усі троє учасників подій були близькими друзями Владислава Торнового та часто були у нього в гостях.

## Детальна хроніка подій

### Попередні події
Увечері 9 травня після святкового салюту на честь Дня Перемоги, що закінчився о 22:10, Владислав Торновий разом із двома колишніми однокласниками, з якими він п'ять років тому закінчив школу № 134, та їхніми дівчатами пішов із набережної у своєму районі. Друзі Торнового проводили своїх дівчат до дому, а сам Владислав вирушив до букмекерської контори.
Близько опівночі, повертаючись додому, Торновий зустрів на лавочці біля будинку № 16 на вулиці Російської своїх друзів — сусіда по двору Антона Смоліна та свого найближчого друга Олексія Буркова, з яким він навчався в училищі № 33 на електромонтерів з ремонту та обслуговування електрообладнання. Молоді люди розпивали пиво на лавці біля дитячого майданчика.
27-річний Антон Смолін вже був багаторазово судимий за розбій та крадіжки та відсидів три терміни. Він закінчив ту саму школу, що і Владислав Торновий, але на 5 років раніше. Сусіди та знайомі Смоліна називають його психічно неврівноваженим. За словами однокласників Торнового, у Антона Смоліна та Олексія Буркова вже й раніше були конфлікти з Владиславом, внаслідок чого у них вже кілька разів відбувалися бійки.
Антон Смолін під час слідчого експерименту розповів, як сталося вбивство Владислава. У ході бесіди Торновой нібито зізнався товаришам у своїй гомосексуальності, що викликало відторгнення компанії. Багато ЗМІ писали про те, що молоді люди образилися у своїх «патріотичних почуттях», проте слідчий відділ Червоноармійського району в інтерв'ю Російській службі Бі-бі-сі спростував інформацію про те, що підозрювані на допиті піднімали тему патріотизму.

За словами Смоліна, він і його раніше судимий приятель почали бити Владислава, штовхати його ногами, зламавши йому ребра. Потім молоді люди розділили жертву догола і стали різати йому склом від розбитої пляшки ноги та сідниці. Після цього Смолін засунув жертві в задній прохід шийку від півлітрової скляної пляшки з-під пива. Незабаром до Торнового, що лежить, підійшов Бурков і вдарив по пляшці ногою, так що вона майже повністю увійшла до Торнового, що вже непритомний. Після цього молоді люди засунули в жертву другу та спробували засунути третю пляшку, але вона вже не увійшла повністю.
Незабаром на дитячому майданчику з'явився Павло Семікін — приятель Буркова. Як стверджує слідчий Бадма Гіляндіков, Семікін спробував зупинити своїх приятелів, але це не вдалося. Однак після цього молодик не намагався дзвонити в поліцію і спостерігав за тим, що відбувається.
Смолін продовжував бити ногами лежачого без свідомості Торнового по ребрах, внаслідок чого одна пляшка вийшла з тіла жертви. Молоді люди переклали тіло на картон і підпалили, проте картон майже одразу ж згас. Чоловіки вирішили піти, проте Смолін вирішив добити жертву, щоб той не прийшов до тями і не звернувся до поліції. Тоді він узяв 20-кілограмовий камінь і вдарив їм кілька разів по голові Торнового.

### Наступні події
О 2-й годині ночі бабуся Владислава Торнового, у якої він жив, намагалася знайти онука. Батьки Владислава розлучилися, коли він ще навчався у початковій школі. Після розлучення у батьків незабаром з'явилися нові сім'ї, і Влад майже весь час жив із бабусею. Не дочекавшись онука, бабуся зателефонувала Буркову, з яким Торновий був у близьких дружніх стосунках. Проте їй відповіла невідома жінка, сказавши, що Бурков спить. Батько Торнового у цей час перебував у Тобольську, де він уже довгий час працював на вахті. Після того, як він дізнався про те, що трапилося, він відразу ж найближчим рейсом прилетів до Волгограду.
За словами слідчого Бадми Гіляндікова, Смолін був затриманий у власній квартирі і не чинив опору. Бурков заперечував свою провину та посилався на втрату пам'яті внаслідок алкогольного сп'яніння. У квартирах обох чоловіків було виявлено сліди крові, які були відправлені на експертизу.
Похорон Владислава Торнового пройшов 14 травня 2013 року в закритій труні.

### Реакція ЛГБТ-спільноти

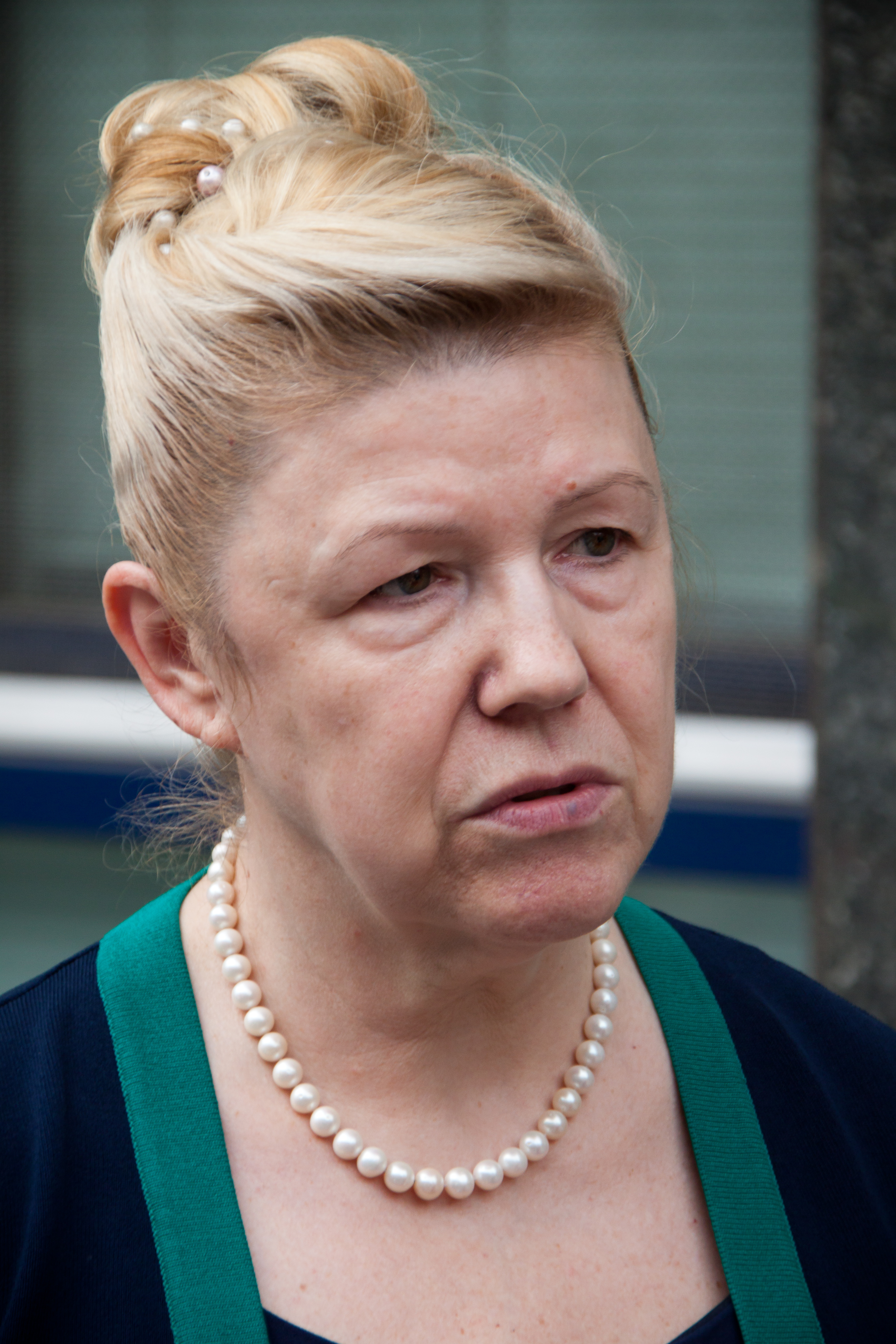
Вбивство Торнового спричинило жорстку критику ЛГБТ-спільноти на адресу Олени Мізуліної

### Думки російських політиків

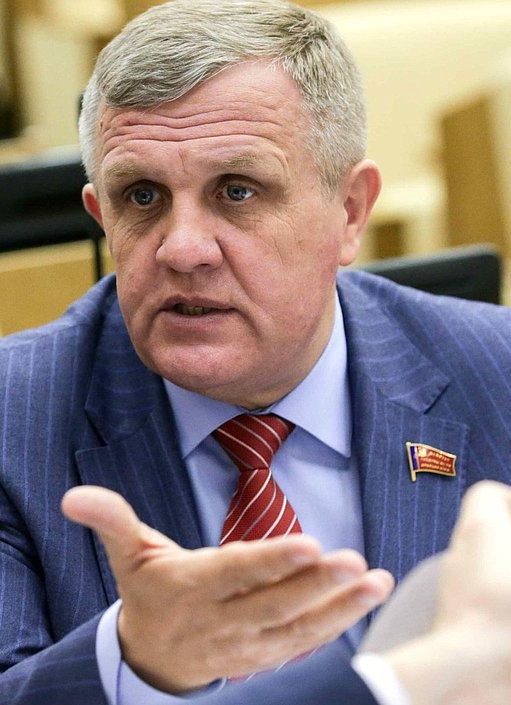
Николай Коломейцев

## Розслідування та суд